# Picêncio
Picêncio (em latim: Picentius) foi um cortesão romano do século IV, ativo durante o reinado do imperador Constâncio II (r. 337–361). Segundo Zósimo, em 354 conspirou ao lado de Dinâmio contra Cláudio Silvano.